# Freyova
Freyova je název ulice v Praze 9, navazující na křižovatce Harfa, nedaleko vlakového nádraží Praha-Libeň, na ulici K Žižkovu a za křižovatkou se Sokolovskou pokračující jako Jandova. Ulice je orientovaná severo-jižním směrem a měří přibližně 1 km.

## Název
Freyova ulice vystřídala v minulosti více názvů. do roku 1940 Palackého, pak do roku 1945 Karlštejnská, do roku 1948 opět Palackého, pak do roku 1952 Klímova podle šéfredaktora Lidových novin Karla Zdeňka Klímy a od roku 1952 Emanuela Klímy podle funkcionáře KSČ a novináře Rudého práva, od roku 1991 nese název Freyova podle rodiny předních vysočanských průmyslníků. Bedřich Frey mladší zde v roce 1889 založil mlékárnu. Poslední zbytky mlékárny, začleněné postupem času do národního podniku Laktos, zanikly v roce 1993 v souvislosti s budováním stanice metra Vysočanská.

## Průběh
Křižovatka Harfa spojuje Freyovu ulici s Českomoravskou, K Žižkovu a Poděbradskou. Ulice pokračuje na sever, kde je vpravo autobusová zastávka Nádraží Libeň, následuje čerpací stanice po obou stranách, vlevo ulice Na Harfě a křížení s ulicí Pod Harfou (doleva však neprůjezdná).
Dále je ulice přemostěna bývalou vlečkou podniku ČKD, po zrušení vlečky byl most změněn na pěší most s cyklostezkou. Vlevo ústí ulice Ocelářská a vpravo Levobřežní. Poté přechází po mostě říčku Rokytku, zleva vyústění ulice Na Břehu a zprava U Lidového domu, další zprava ulice U Vysočanského pivovaru a vlevo Clarion Congress hotel a nákupní galerie Fénix. Zde se nachází autobusová zastávka a vstupy do stanice metra Vysočanská. Ulice končí na Náměstí Organizace spojených národů, které tvoří křižovatku s ulicí Sokolovskou, přímo navazující Jandovou (a dále ulicí Vysočanskou), ulicí Pod pekárnami a Kolbenovou.
Poblíž křižovatky Harfa se nachází sídlo Svazu průmyslu a dopravy České republiky.
Na parkově upravené ploše v ostrém úhlu mezi ulicemi Freyovou a Sokolovskou je umístěn pomník průmyslníka Emila Kolbena.

## Galerie

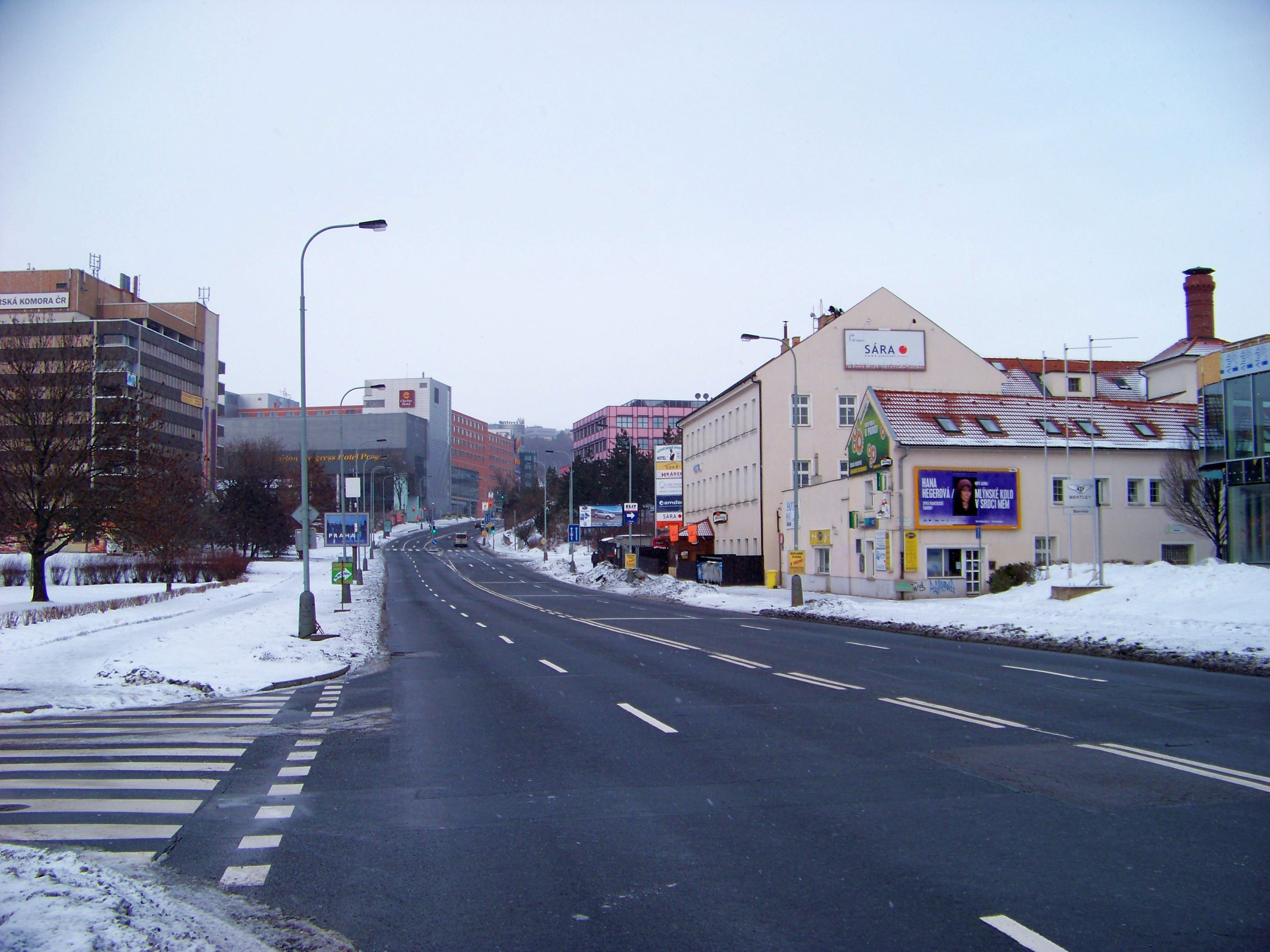
Pohled směrem k náměstí OSN
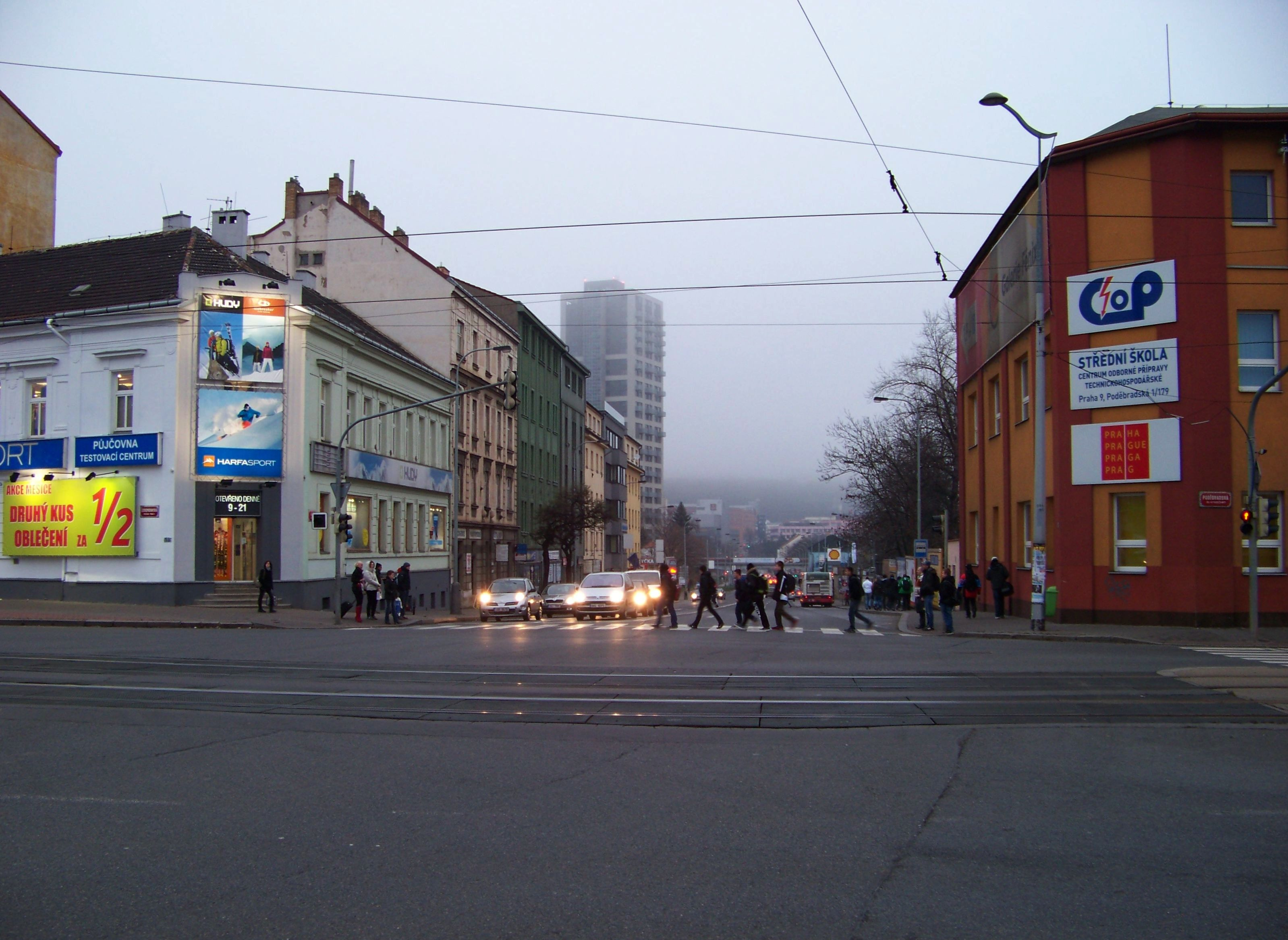
Pohled od nádraží Praha-Libeň
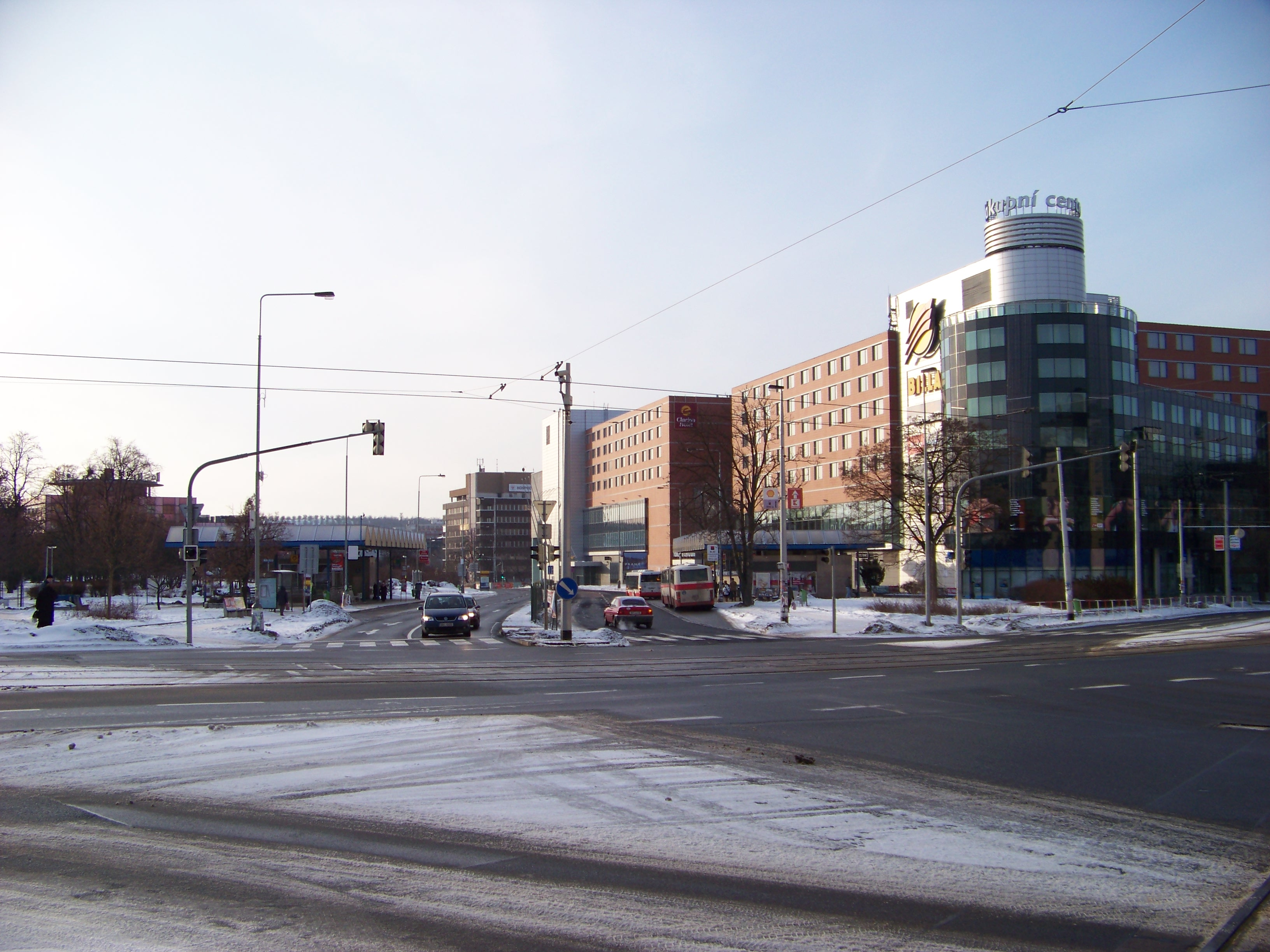
Pohled z náměstí OSN na galerii Fénix a hotel Clarion Congress
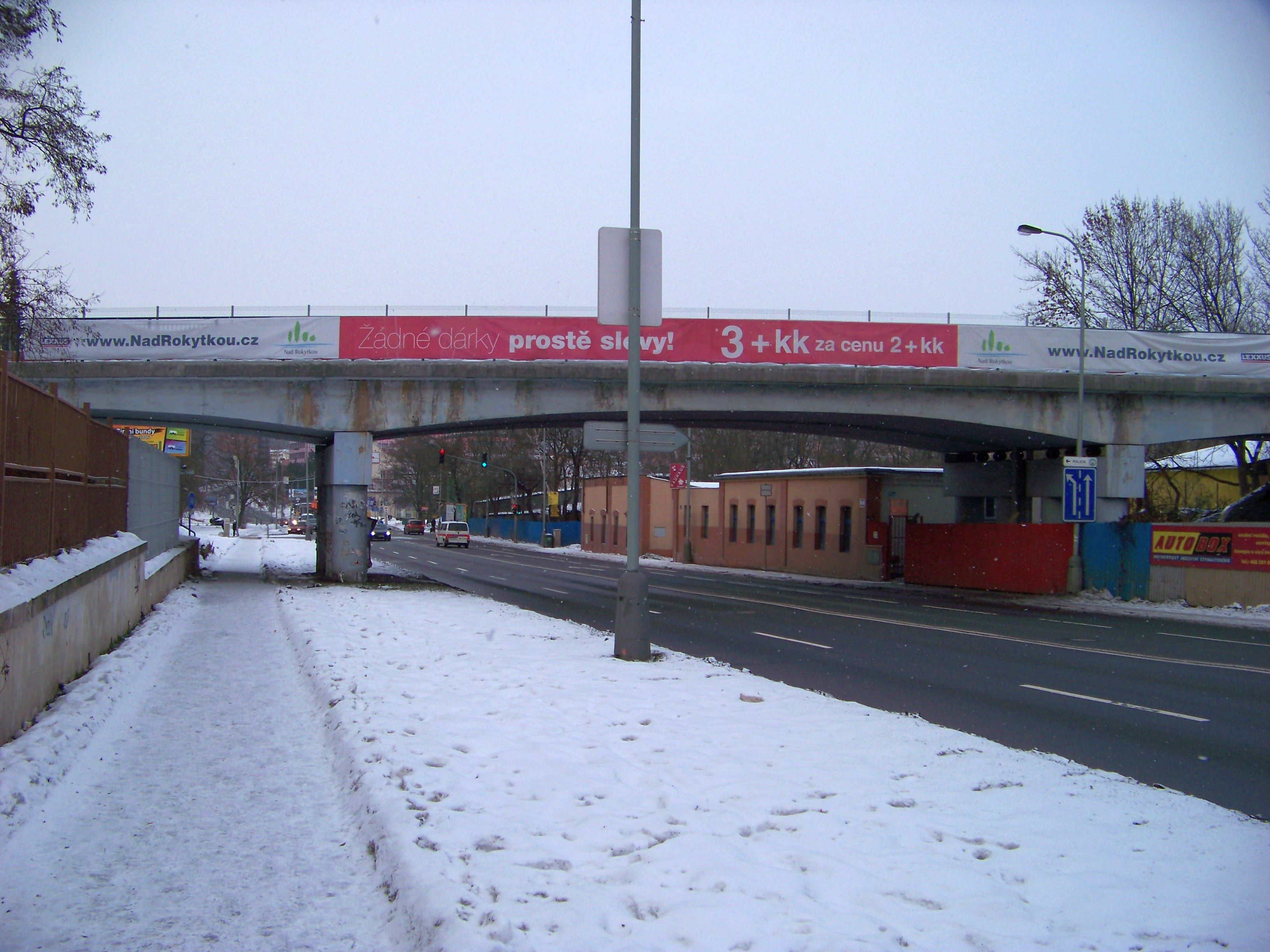
Most přes Freyovu
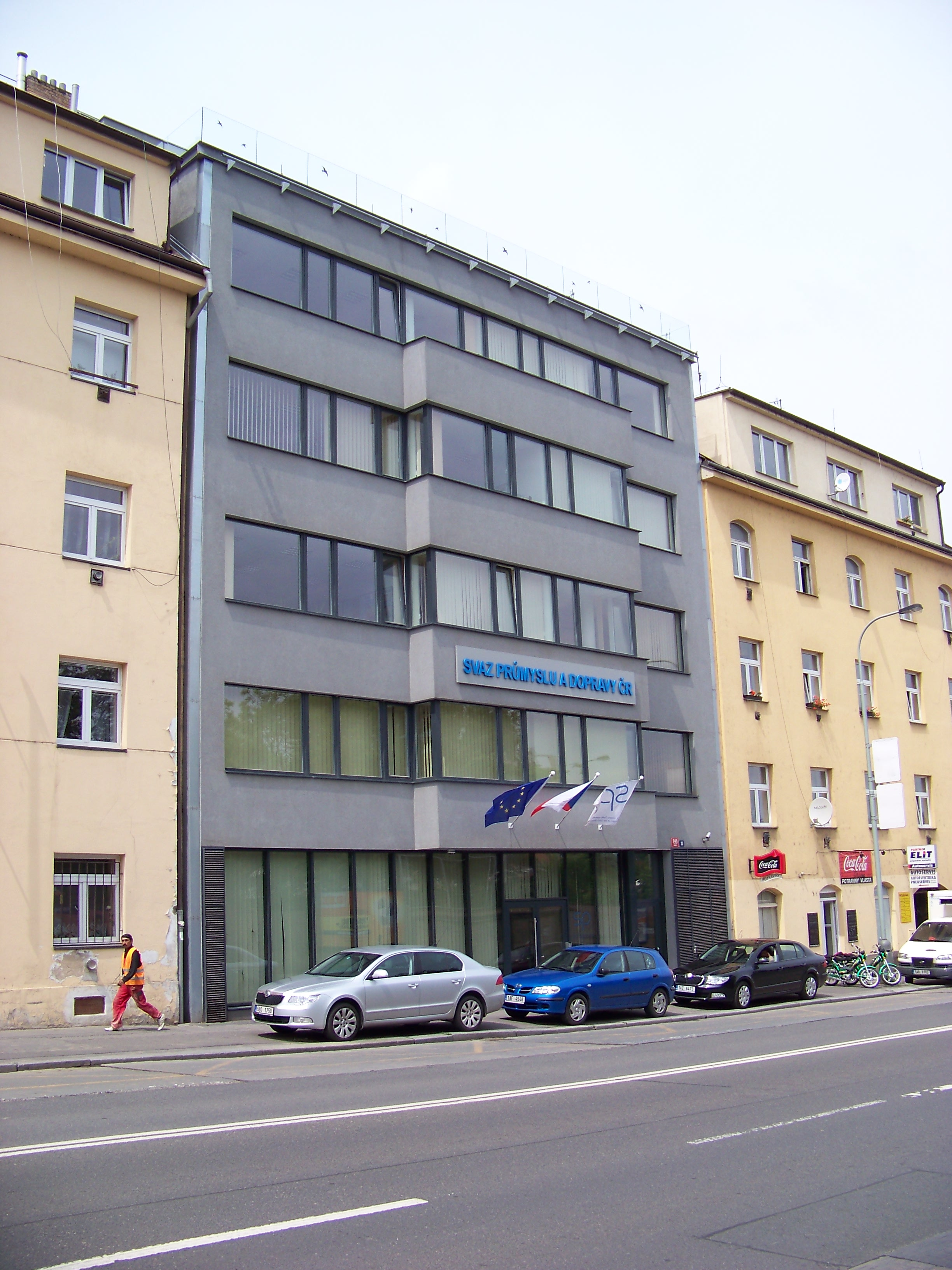
Dům Svazu průmyslu a dopravy ČR
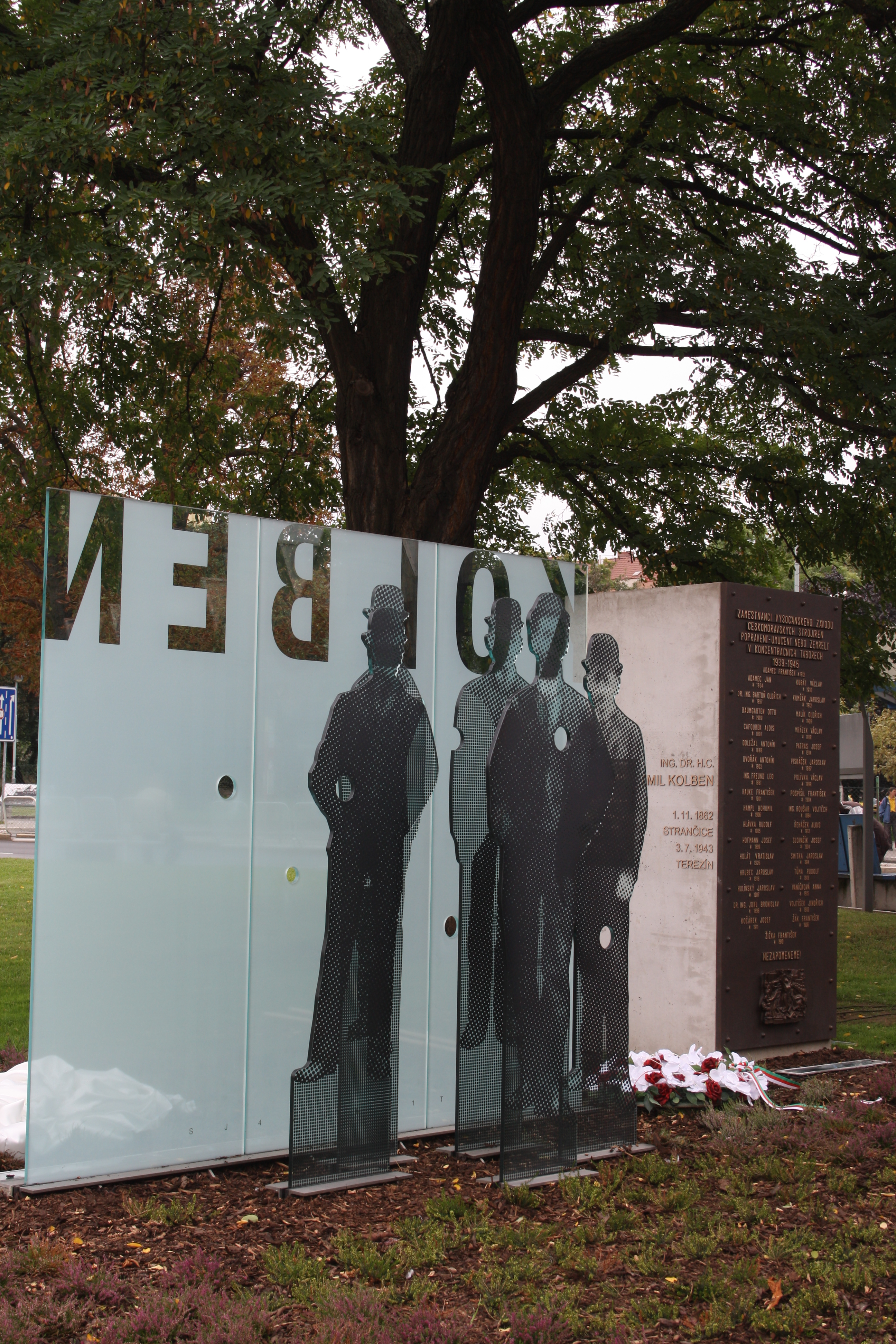
Pomník průmyslníka Emila Kolbena